# Эль-Параисо
Эль-Параи́со (исп. El Paraíso — «Рай») — один из 18 департаментов Гондураса. Находится в юго-восточной части государства. Граничит с департаментами Чолутека, Франсиско Морасан, Оланчо и государством Никарагуа.
Административный центр — город Юскаран.
Выделен в 1878 году из департамента Тегусигальпы.
Площадь — 7218 км².
Население — 436 100 чел. (2011)

## Муниципалитеты
В административном отношении департамент подразделяется на 19 муниципалитетов:
1. Алаука
2. Вадо Анчо
3. Данли
4. Лиуре
5. Моросели
6. Орополи
7. Потрериллос
8. Сан-Антонио-де-Флорес
9. Сан-Лукас
10. Сан-Матиас
11. Соледад
12. Теупасенти
13. Техигуат
14. Трохес
15. Хинопе
16. Хакалеапа
17. Юскаран
18. Эль-Параисо
19. Яуйюпе